# Produttore di linea
Un produttore di linea, in inglese line producer, è un tipo di produttore cinematografico che è il dirigente chiave durante le operazioni quotidiane di un film, un film pubblicitario, un film TV o un episodio di un programma televisivo. Un produttore di linea di solito lavora su un film alla volta.
Il produttore di linea è di solito una delle prime persone che viene coinvolta nella produzione di un film e alla fine è anche una delle più importanti.
Sono responsabili delle risorse umane e della gestione di eventuali problemi che emergono durante la produzione. Inoltre gestiscono anche il budget di un film e gli aspetti fisici quotidiani della produzione del film.

## Responsabilità
Secondo le linee guida della Producers Guild of America (PGA), il produttore di linea è l'individuo che riporta direttamente all'individuo/i che riceve/vono il credito "Prodotto da" sul film cinematografico ed è l'unico individuo che ha la responsabilità primaria della logistica della produzione, dalla pre-produzione al completamento della produzione; tutti i capi dipartimento riferiscono al produttore di linea.
Il produttore di linea funziona come un direttore operativo nella gestione della società di produzione.  Durante la pre-produzione, le responsabilità includono la supervisione della società di riprese, il reclutamento di personale e servizi chiave e l'organizzazione della produzione su come girare la sceneggiatura e trasformarla in un film. Il produttore di linea pianifica le date di inizio per tutti e per tutto e monitora il budget. La produzione cinematografica segue generalmente un programma rigoroso. Il produttore di linea facilita la scelta del cast, della location scouting, della costruzione e della decorazione di set, uffici e palchi, del guardaroba, degli oggetti di scena, delle acrobazie, degli effetti fisici e visivi, delle telecamera, dell'illuminazione, del sartiame, dei trasporti, del cast, relazioni con la troupe e sindacati, viaggi, dell'alloggio del cast e della troupe , dei contratti di autorizzazioni e accordi legali, della sicurezza e della gestione dei rischi, della preparazione e  del programma di riprese. In breve, il produttore di linea supervisiona la pianificazione congiunta, le negoziazioni, l'implementazione e la contabilizzazione della produzione.
Nel sistema dello studio, il produttore di linea fa capo allo studio e in genere mantiene i contatti con i dirigenti chiave delle divisioni di produzione all'interno dello studio come produzione fisica, legale, rapporti di lavoro, assicurazioni e finanza. Il produttore di linea sostiene la visione del regista e l'influenza diretta sull'espressione creativa o sulla narrativa del film. Attraverso la capacità di un produttore di linea di influenzare aspetti del film, come l'allocazione di risorse a determinati dipartimenti, possono cambiare aspetti importanti del film che hanno conseguenze creative, ad esempio il valore della produzione. Ad esempio, possono influenzare l'aspetto del progetto influenzando la scelta delle location. Mentre il regista è il responsabile di tutte le decisioni puramente artistiche, il produttore di linea aiuta a concretizzare le idee creative del regista occupandosi della logistica e delle questioni correlate. Dalla pre-produzione alle riprese principali, il produttore di linea supervisiona il budget di produzione e le esigenze fisiche delle riprese. Entro il primo giorno di produzione, di solito sono state redatte diverse versioni del budget. Un budget finalizzato o "bloccato" è la base per l'avanzamento della produzione. Un obiettivo chiave di un produttore di linea è rispettare questo budget "bloccato" e consegnare in tempo.
Durante la produzione, il produttore di linea supervisiona l'esecuzione di molte decisioni che devono essere prese per realizzare le riprese di ogni giorno. Gli aspetti amministrativi, in particolare quelli che hanno un impatto finanziario, sono tutte aree cruciali del lavoro del produttore di linea.  Queste aree includono, a titolo esemplificativo ma non esaustivo, la negoziazione del compenso (di solito durante la pre-produzione) dei membri della troupe (sia per le produzioni sindacali che non sindacali) e la risoluzione dei problemi di produzione quotidiana (in collaborazione con l'aiuto regista e possibilmente il direttore di produzione). Inoltre, forniscono le attrezzature richieste. Se necessario, gestiscono cambiamenti di programmazione imprevisti e fungono da "collegamento tra la troupe e il produttore".